# Sid Meier’s Civilization IV: Colonization
Civilization IV: Colonization — вышедший в 2008 году ремейк игры Сида Мейера Colonization. Как и в предшественнике, игроки управляют поселенцами одной из нескольких европейских наций, которые пытаются завоевать Новый Свет путём дипломатии и войны. Целью игрока является создание колонии, достаточно сильной, чтобы объявить независимость от своей метрополии.

## Игровой процесс
Игрок может играть за колонистов родом из одной из четырёх европейских держав, каждая из которых предоставляет ему определённые бонусы: Англия (более крупный приток иммигрантов), Франция (более сговорчивые индейцы), Нидерланды (более прибыльная торговля) и Испания (опыт в исследованиях новой местности и завоеваниях). В отличие от оригинала, игрок также сможет выбирать одного из двух лидеров. Также присутствует возможность захватывать более продвинутое вооружение у побеждённых вражеских солдат (например, индейский воин может отобрать у убитого мушкетёра его оружие и воспользоваться им).
Как и в оригинале, вместо научных исследований игрок избирает членов в Континентальный конгресс, каждый из которых даёт определённые преимущества. Например, выбор великого исследователя Магеллана в Конгресс увеличивает скорость движения кораблей, тогда как выбор политика Бенджамина Франклина помогает игроку избежать конфликта с другими колониями. В отличие от оригинала, нации не могут избирать одних и тех же отцов-основателей. Также некоторые отцы-основатели присоединятся только под определёнными условиями.
После объявления независимости игрок получает возможность избрать тип правительства новой державы. Например, если игрок пожелает оставить монархию, то не потеряет способность торговать с Европой во время войны за независимость.
Игра работает на обновлённой версии движка Civilization IV с изменениями, включающими улучшенную графику, оптимизированный код, и измененный интерфейс. С этими улучшениями Colonization требует видеокарты с поддержкой шейдеров 1.1.
Civilization IV: Colonization для Microsoft Windows поступила в продажу 24 сентября 2008 года.

## Цивилизации
Игроку даётся возможность выбрать одну из четырёх европейских держав, каждая из которых имеет определённые преимущества. Кроме того, у каждой державы игрок может выбрать одного из двух колониальных лидеров, которые имеют дополнительные способности.
| Колония          | Колониальное преимущество                                                                                            | Лидер               | Преимущество лидера                                                |
| ---------------- | --- | ------------------- | ------------------------------------------------------------------ |
| Новая Англия     | Толерантность: Более крупный приток иммигрантов                                                                      | Джордж Вашингтон    | Дисциплина: Меньше ресурсов на вооружение солдат                   |
| Новая Англия     | Толерантность: Более крупный приток иммигрантов                                                                      | Джон Адамс          | Либертарианство: Увеличенное распространение идей свободы          |
| Новая Франция    | Кооперативность: Индейцы не так подозрительно смотрят на близлежащие колонии; более быстрое обучение местным навыкам | Самюэль де Шамплен  | Предпринимательство: Христианские миссии быстрее обращают индейцев |
| Новая Франция    | Кооперативность: Индейцы не так подозрительно смотрят на близлежащие колонии; более быстрое обучение местным навыкам | Луи де Фронтенак    | Милитаризм: Войскам легче захватывать вражеские поселения          |
| Новая Испания    | Конкистадоры: Более эффективная борьба с индейцами                                                                   | Симон Боливар       | Решительность: Повышенный эффект идей свободы на силу войск        |
| Новая Испания    | Конкистадоры: Более эффективная борьба с индейцами                                                                   | Хосе де Сан-Мартин  | Находчивость: Войска быстрее получают повышения                    |
| Новые Нидерланды | Меркантилизм: Рыночные цены более устойчивы (на цены не влияют торговые операции в Европе других игроков)            | Питер Стайвесант    | Промышленность: Более быстрое строительство зданий в поселениях    |
| Новые Нидерланды | Меркантилизм: Рыночные цены более устойчивы (на цены не влияют торговые операции в Европе других игроков)            | Адриен ван дер Донк | Харизма: Король не так часто повышает налоги                       |

## Отзывы
| Сводный рейтинг | Сводный рейтинг |
| Агрегатор       | Оценка          |
| --------------- | --------------- |
| GameRankings    | 80,07 %         |